# L'Enfer des villes
Pour plus de détails, voir Fiche technique et Distribution.

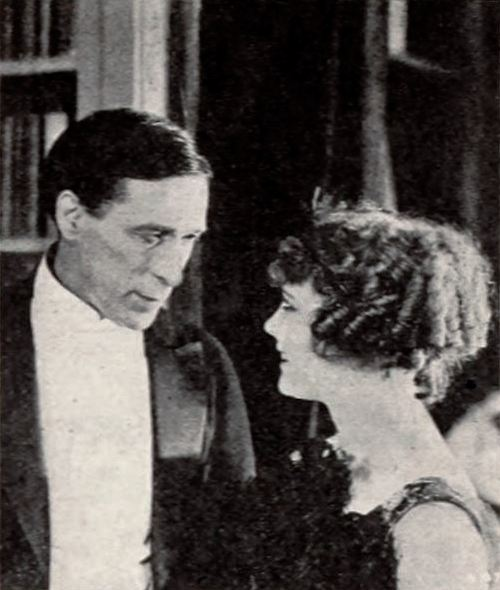
William S. Hart et Winifred Westover (Exhibitors Herald).

L'Enfer des villes (John Petticoats) est un film muet américain réalisé par Lambert Hillyer, sorti en 1919.

## Synopsis
John Haynes, connu sous le nom de «Hardwood», est un patron bûcheron dans les grands bois du Nord-Ouest. Au milieu d'une fête du samedi soir avec ses potes, il reçoit une lettre l'informant qu'il a hérité d'une modeste boutique à la Nouvelle-Orléans de son défunt oncle. Il n'a aucune idée de ce que cela signifie, mais il se rend à la Nouvelle-Orléans pour reprendre sa nouvelle entreprise et est consterné d'apprendre qu'il est maintenant le propriétaire d'une boutique de jupons.

## Fiche technique
- Titre original : John Petticoats
- Titre français : L'Enfer des villes
- Réalisateur : Lambert Hillyer
- Scénario : C. Gardner Sullivan
- Directeur de la photographie : Joseph H. August
- Directeur artistique : Thomas A. Brierley
- Producteur : William S. Hart
- Société de production : William S. Hart Productions
- Société de distribution : Paramount Pictures
- Film muet en noir et blanc
- Dates de sorties :
  - États-Unis : 2 novembre 1919
  - France : 23 juin 1922[1]

## Distribution
- William S. Hart : 'Hardwood' John Haynes
- Walt Whitman : Juge Clay Emerson Meredith
- George Webb : Wayne Page
- Winifred Westover	: Caroline Meredith
- Ethel Shannon : Rosalie Andre
- Andrew Arbuckle : Rameses